# تشارلي سامرز
تشارلي سامرز هو ضابط وسياسي أمريكي، ولد في 26 ديسمبر 1959 في دانفيل في الولايات المتحدة. نشط حزبياً في الحزب الجمهوري. وقد انتخب عضو مجلس ولاية مين ‏ وانتخب Secretary of State of Maine ‏.